# Monogenesteori
Monogenesteori går ut på att alla språk eller folk härstammar från ett gemensamt urspråk eller urfolk, i motsats till polygenesteori. Båda begreppen är ålderdomliga, med rötter i den tid när det var intellektuellt gångbart att åberopa både Bibeln och rasistiska idéer för att förklara den mänskliga evolutionen.
Vad människans ursprung beträffar har monogenesteorin sin moderna motsvarighet i ut ur Afrika-hypotesen, i motsats till den polygenetiska multiregionala hypotesen.
Vad språkets ursprung beträffar, se proto-värld.